# 新十津川駅
新十津川駅（しんとつかわえき）は、北海道樺戸郡新十津川町字中央にあった北海道旅客鉄道（JR北海道）札沼線（学園都市線）の駅（廃駅）である。事務管理コードは▲130222。
当駅 - 石狩沼田駅間が1972年（昭和47年）に廃止されて以降、2020年（令和2年）5月7日に北海道医療大学駅 - 当駅間が廃止となるまで同線の終着駅だった。また、営業末期は1往復のみの発着で、当駅発の時刻が9時40分（廃止直前は10時00分）であったため、日本一終列車の早い駅となっていた。

## 歴史

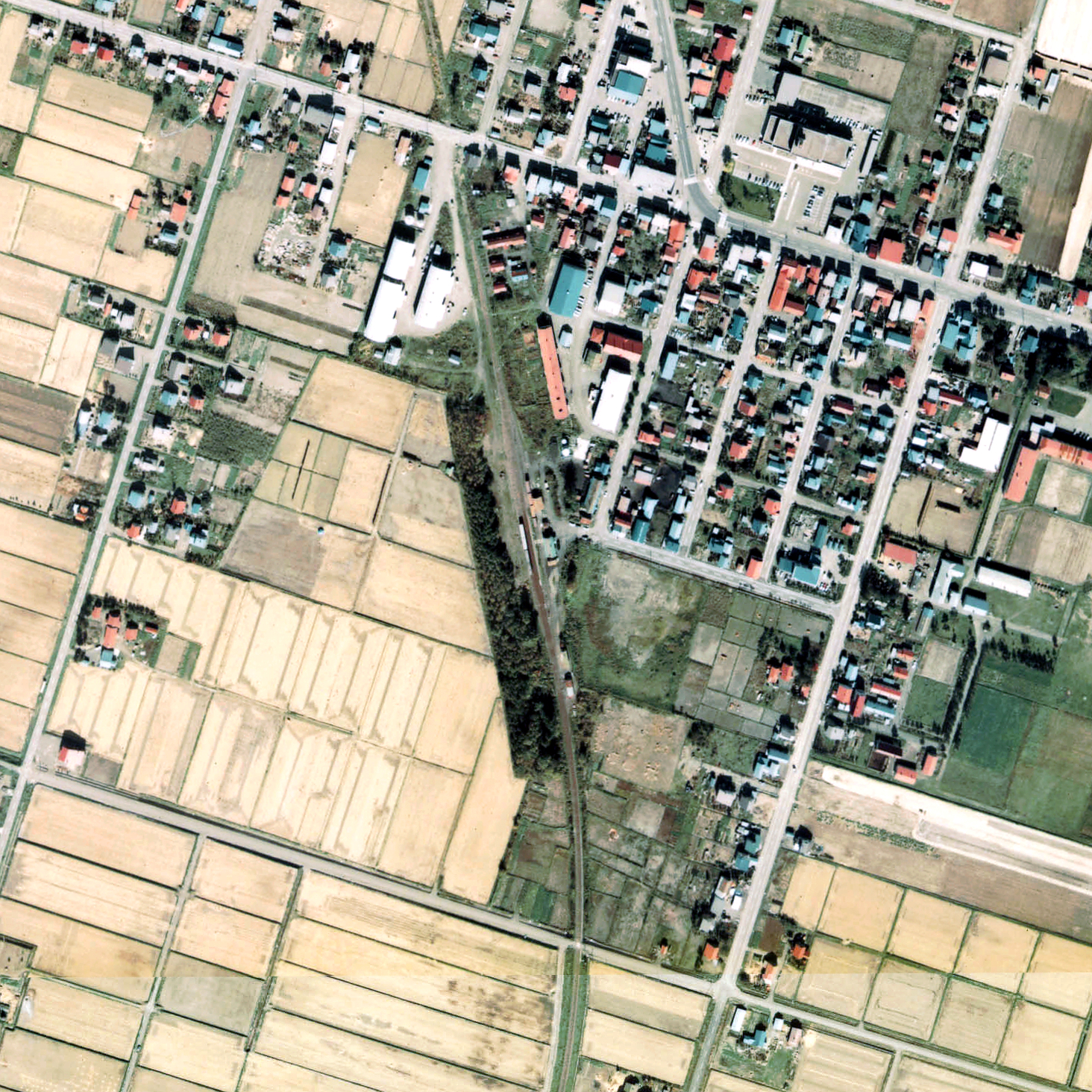
1977年の新十津川駅と周囲約750 m範囲。下が札幌方面。

- 1931年（昭和6年）10月10日：国有鉄道札沼北線 石狩沼田駅 - 当駅間の開業に伴い、同線の終着駅・中徳富駅（なかとっぷえき）として開業[4][1]。一般駅[5]。
- 1934年（昭和9年）10月10日：札沼北線の当駅 - 浦臼駅間が延伸開業し、途中駅となる[1]。
- 1935年（昭和10年）10月3日：国有鉄道の石狩当別駅 - 浦臼駅間が延伸開業。従来の札沼北線（浦臼駅 - 石狩沼田駅間）と札沼南線（桑園駅 - 石狩当別駅間）が編入・統合され、札沼線に改称[JR北 2]。
- 1943年（昭和18年）10月1日：第二次世界大戦の激化に伴い、札沼線の石狩月形駅 - 石狩追分駅間が不要不急線に指定され、営業休止[6]。それに伴い、当駅も営業休止。
- 1949年（昭和24年）6月1日：日本国有鉄道法施行に伴い、日本国有鉄道（国鉄）に継承。
- 1953年（昭和28年）11月3日：札沼線の浦臼駅 - 雨竜駅間が営業再開[新聞 2]。それに伴い、新十津川駅（しんとつがわえき[3]）に改称して営業再開[1]。また、同年駅舎を改築[新聞 3]。
- 1972年（昭和47年）
  - 4月6日：国鉄が札沼線の当駅 - 石狩沼田駅間の廃止を申請。
  - 6月19日：札沼線の当駅 - 石狩沼田駅間が廃止され、国鉄バスに転換[JR北 2]。当駅は再び終着駅となる。
- 1979年（昭和54年）2月1日：貨物取扱い廃止[5]。
- 1984年（昭和59年）2月1日：荷物取扱い廃止[5]。
- 1986年（昭和61年）
  - 3月3日：無人駅となる[7]。滝川駅からの駅員派遣により、乗車券類の発売は継続。
  - 11月1日：滝川駅からの駅員派遣が廃止され、完全な無人駅となる。
- 1987年（昭和62年）4月1日：国鉄分割民営化に伴い、北海道旅客鉄道（JR北海道）に継承[5]。
- 1991年（平成3年）3月16日：札沼線に「学園都市線」の愛称を設定[JR北 2][JR北 3][8]。
- 1996年（平成8年）3月16日：札沼線（学園都市線）のうち、石狩当別駅 - 当駅間でワンマン運転開始[8]。
- 1997年（平成9年）4月1日：駅名の読みを「しんとつかわ」に変更[新聞 4]。
- 2011年（平成23年）：この年の夏より、空知中央病院に併設されている保育所の園児が列車の見送りを毎日行うようになる[9]。
- 2012年（平成24年）10月27日：同日のダイヤ改正で、当駅発着列車が全て石狩当別駅（現・当別駅）始終着となる[JR北 4][JR北 5]。
- 2016年（平成28年）
  - 3月26日：浦臼駅 - 当駅間の運行が1日1往復のみとなり、列車の発着が1日1回のみとなる[JR北 6][10][新聞 5]。当駅の発車は9時40分で、当時日本一早い終列車となる[新聞 6]。終着駅到達証明書を配布開始[11]。
- 2017年（平成29年）4月1日：硬券入場券を発売（1000枚限定）[12]。
- 2018年（平成30年）
  - 4月27日：新十津川町観光協会が旧対面窓口部分を用い観光案内所を開設[新聞 7][新聞 8]。
- 2020年（令和2年）
  - 4月17日：北海道医療大学駅 - 当駅間の実質的な最終営業日[JR北 7]。以降5月6日まで全列車運休[JR北 7]（繰り上げの経緯については「札沼線#最終運行の繰り上げ・廃止」を参照）。
  - 5月7日：北海道医療大学駅 - 当駅間の廃止と共に廃駅となる[JR北 1]。
  - 11月：駅舎及びホームがJR北海道から新十津川町に譲渡される[新聞 9]。
- 2021年（令和3年）
  - 4月25日：清掃などを行ってきた有志団体「新十津川駅を勝手に守る会」が町役場などの協力を得て「新十津川駅を偲ぶ会」を開催。約50人が参加[新聞 10]。
  - 6月：駅跡地での記念公園整備を着工[新聞 11]。
  - 7月16日：駅舎の解体着手を前に工事会社が「壊体祭」を開催し、「新十津川駅を勝手に守る会」メンバーや駅長犬「ララ」元飼い主らが参加[新聞 12]。
  - 7月26日：駅舎解体[13]。

### 駅名の由来
旧駅名の「中徳富」は地域名の「徳富」に、石狩川を基準にして中流にあることから「中」を冠した。
この名称は新十津川村（当時）に3駅の鉄道駅が設置されることとなり、鉄道当局が上徳富・下徳富と共に示したものであったが、村内の橋本地区から、橋本地区へ「新十津川駅」の設置が要望されたことで、村内で役場移転・分村をもくろんだものであるとして論争が発生した。

これを受け、開業直前の1931年（昭和6年）5月8日の村会において、中徳富駅を「新十津川」、橋本地区設置駅を「新橋本」とするよう鉄道当局に請願することとなり、5月11日に村長名で請願が行われた。請願に際し理由については次のように述べられている（文は引用に際し仮名をひらがなとした）。
しかし、鉄道当局は橋本地区へ設置した駅を「石狩橋本」とした一方で、当駅については当初の予定通り「中徳富」と名付けたため、「新十津川」を名乗る駅が村内に存在しないという状況になった。このため開業後の1936年（昭和11年）には村産業組合長ら33名の連署により鉄道大臣宛てに改名の陳情が行われるなどした。
その後札沼線は戦時中の不要不急線指定・営業休止を経て1953年（昭和28年）に営業を再開するが、それにあたって当駅はようやく「新十津川」と改称されることとなった。この時点でよみは「しんとつがわ」であったが、1997年（平成9年）に町名に合わせて「しんとつかわ」に変更されている。
なお、新十津川への改称後、新設された隣駅が中徳富を名乗った。

### 路線延伸構想
当駅 - 石狩沼田駅間廃止後の1975年には、中空知広域圏の開発促進と石狩湾新港建設を焦点とする貨物輸送による新しい物流ルート開発を大義として、新十津川駅から滝川駅へ路線を直結して根室本線に乗り入れようという動きが起こり、滝川市、新十津川町、浦臼町、月形町、当別町の沿線各市町も実現を期すとして期成会も設立された。だが石狩川の架橋に巨額の費用がかかることから、当時の国鉄があまり積極的でなかったこともあり進展しなかった。民営化後の1990年（平成2年）7月の札沼線整備促進期成会では、石狩川への2本の橋梁建設や高速道開通による道路状況の改善で鉄道新線の必要性が低くなったことを理由に、滝川駅への延伸が断念されている。また、2017年（平成29年）7月に、当時バス転換が検討されていた同線沿線4町長の意見交換会が行われた際、宮司正毅当別町長が当駅から滝川駅まで、路線を延伸することを提案したことがあるが、町長の間で意見は一致しなかった。

## 駅構造
単式ホーム1面1線を有していた地上駅。石狩当別駅が管理していた無人駅だが、旧対面窓口部分を観光案内所としており、地域おこし協力隊員が記念グッズやDVDなどを販売していたほか、入場券（わがまちご当地入場券）を発売していたが、2019年（令和元年）9月30日をもって発売を終了した。自動券売機の設置はない。2019年3月時点での観光案内所の営業時間は9:00 - 12:00（土曜・日曜・祝日は15:00まで）、休業日は年末年始。
1953年築の木造の駅舎は正方形に近い形をしている。以前は正面から見て長方形のような形をしていたが、無人化後、左半分が取り壊されて現在の形になった。
2020年5月7日の北海道医療大学駅 - 当駅間の廃止にあたって、同日未明にホームに設置されていた駅名標および駅舎に掲げていた駅名板が撤去された。

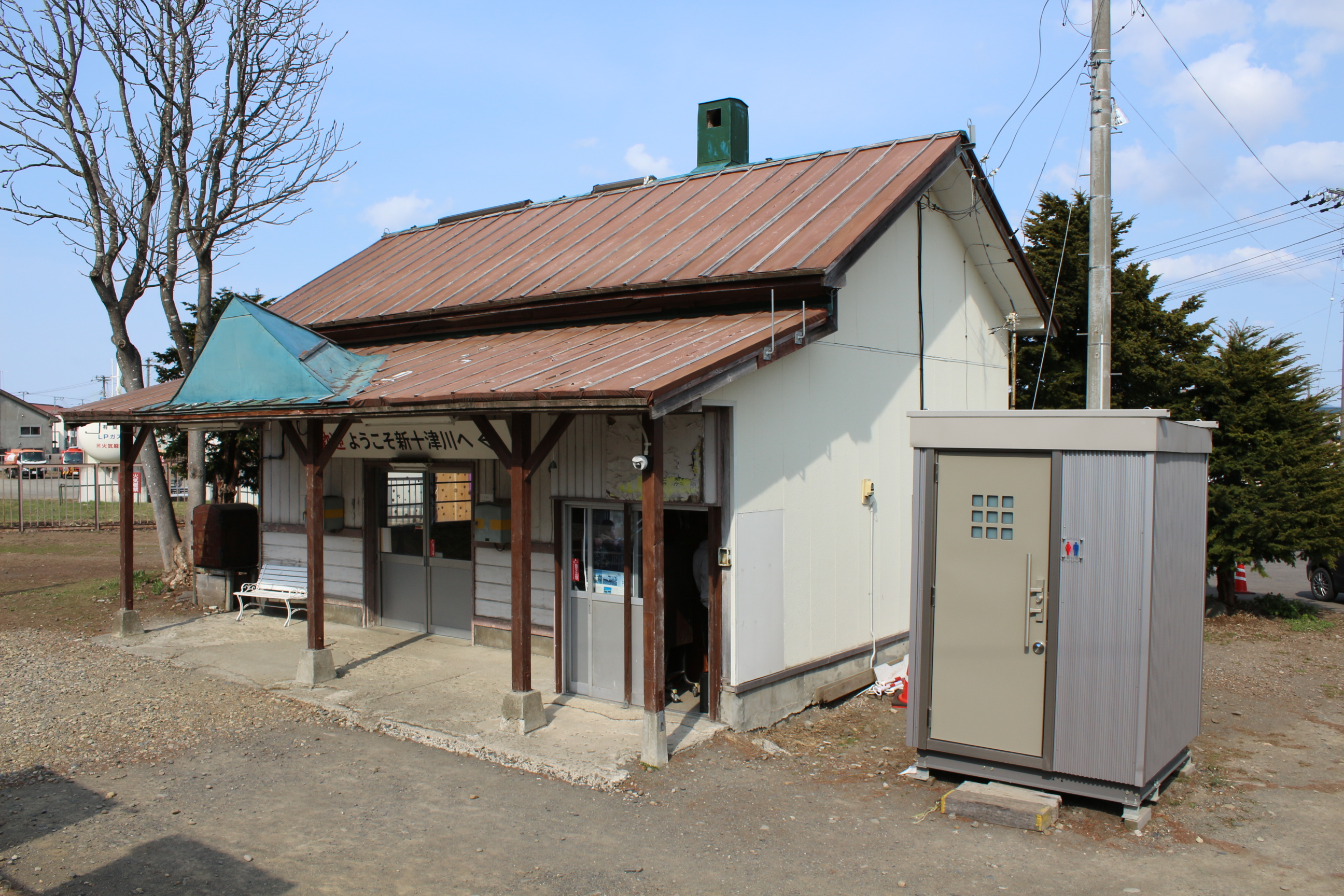
ホームから見た駅舎（2020年4月）
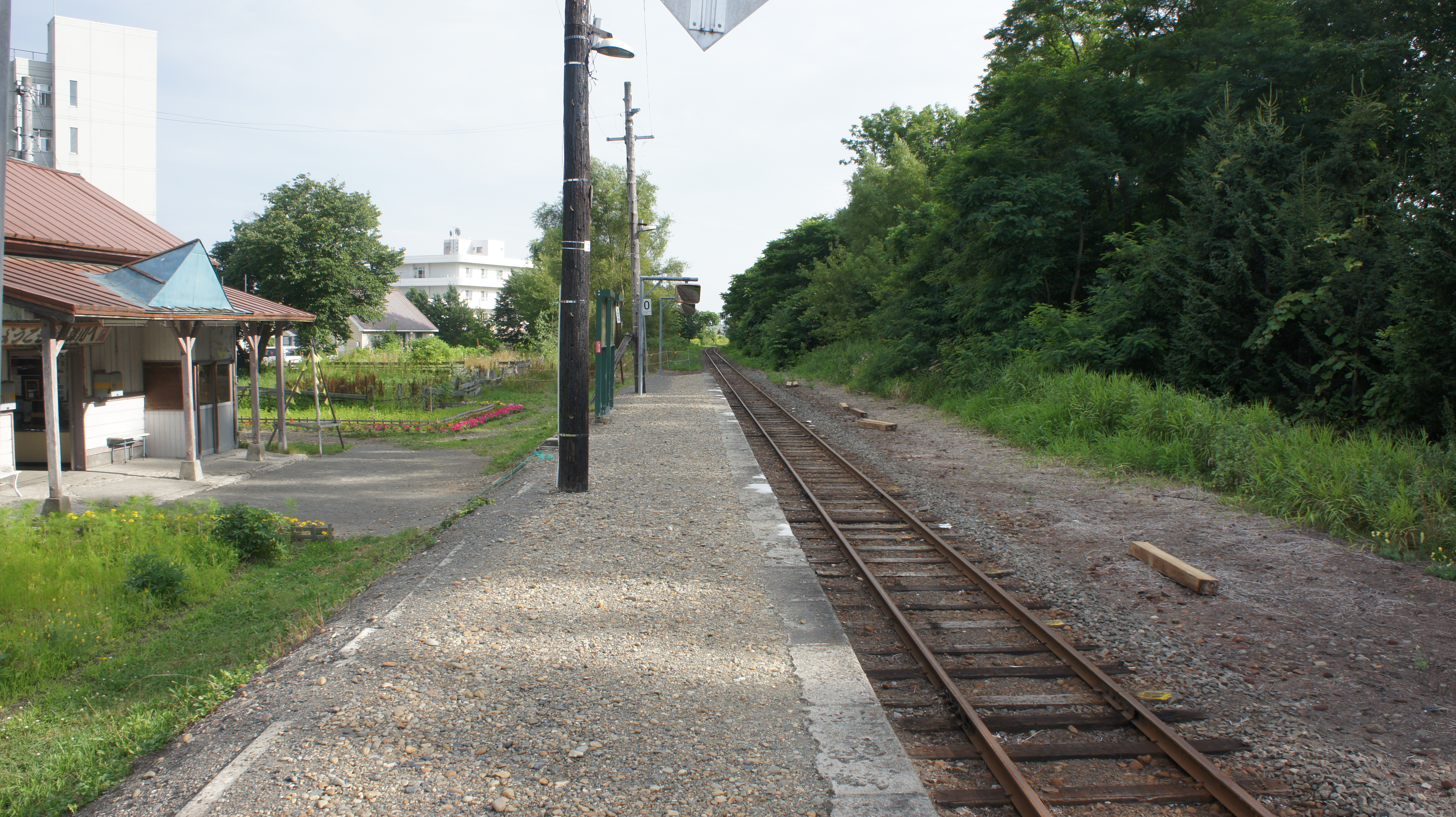
ホーム（2017年8月）
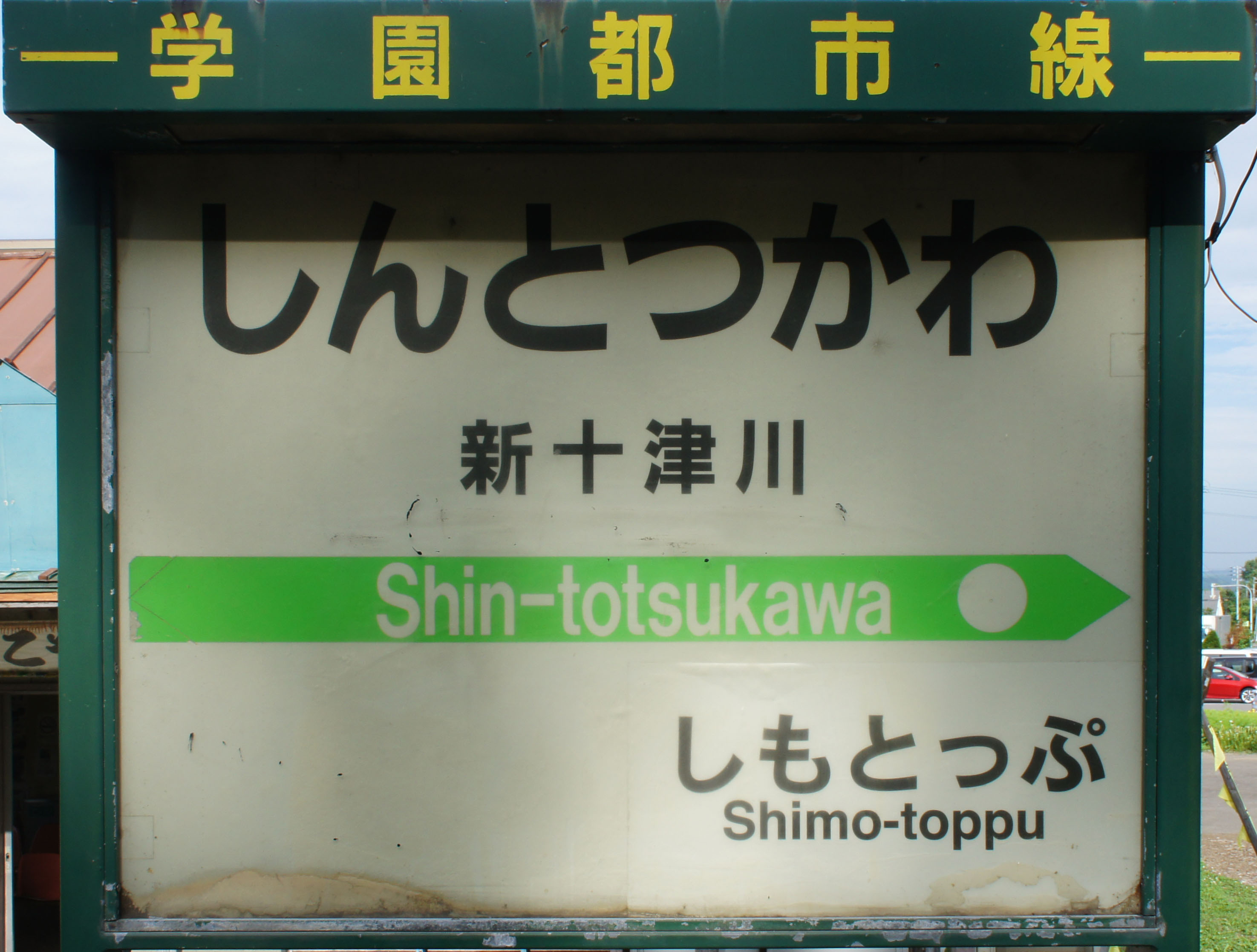
駅名標（2017年8月）
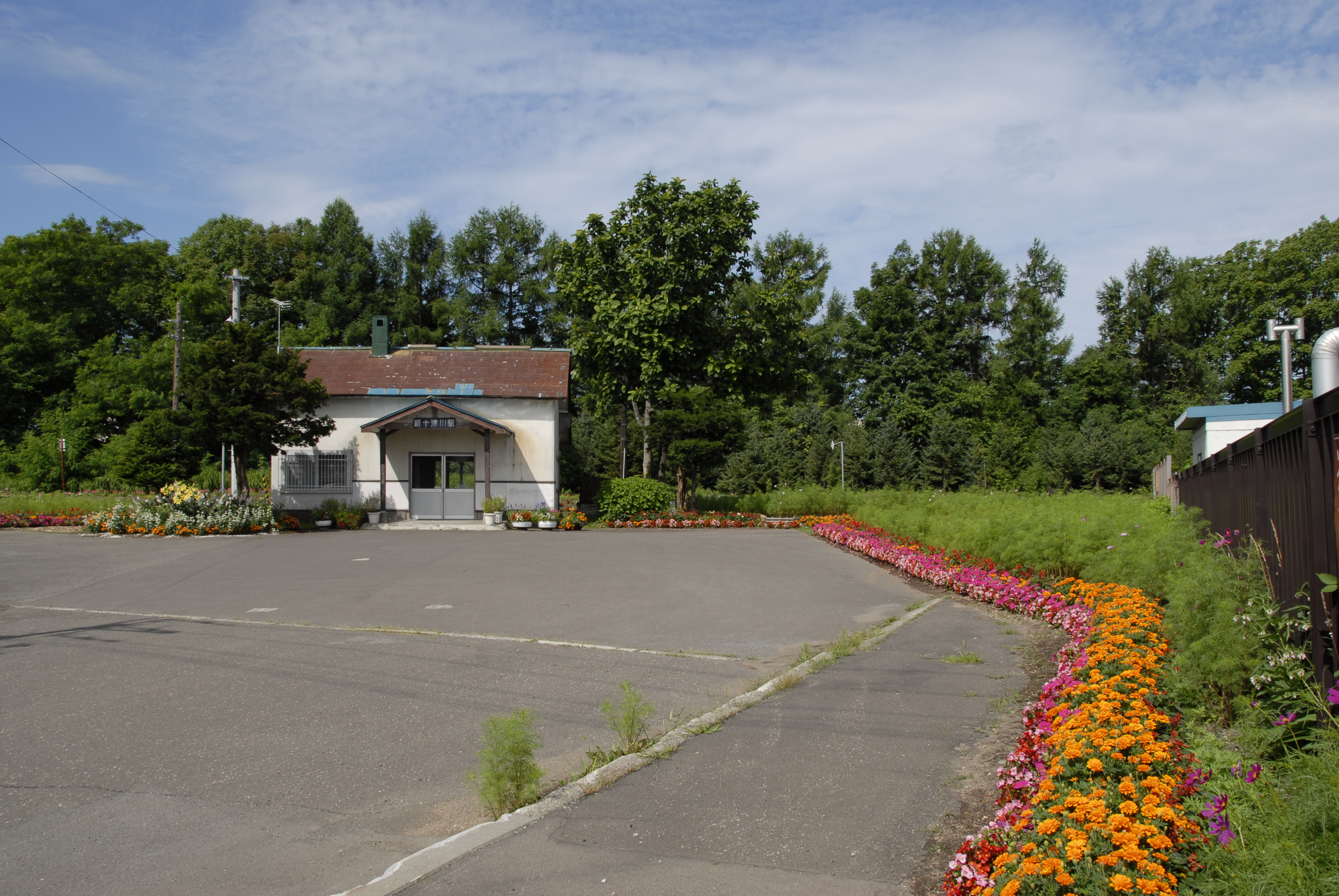
駅前（2013年7月）
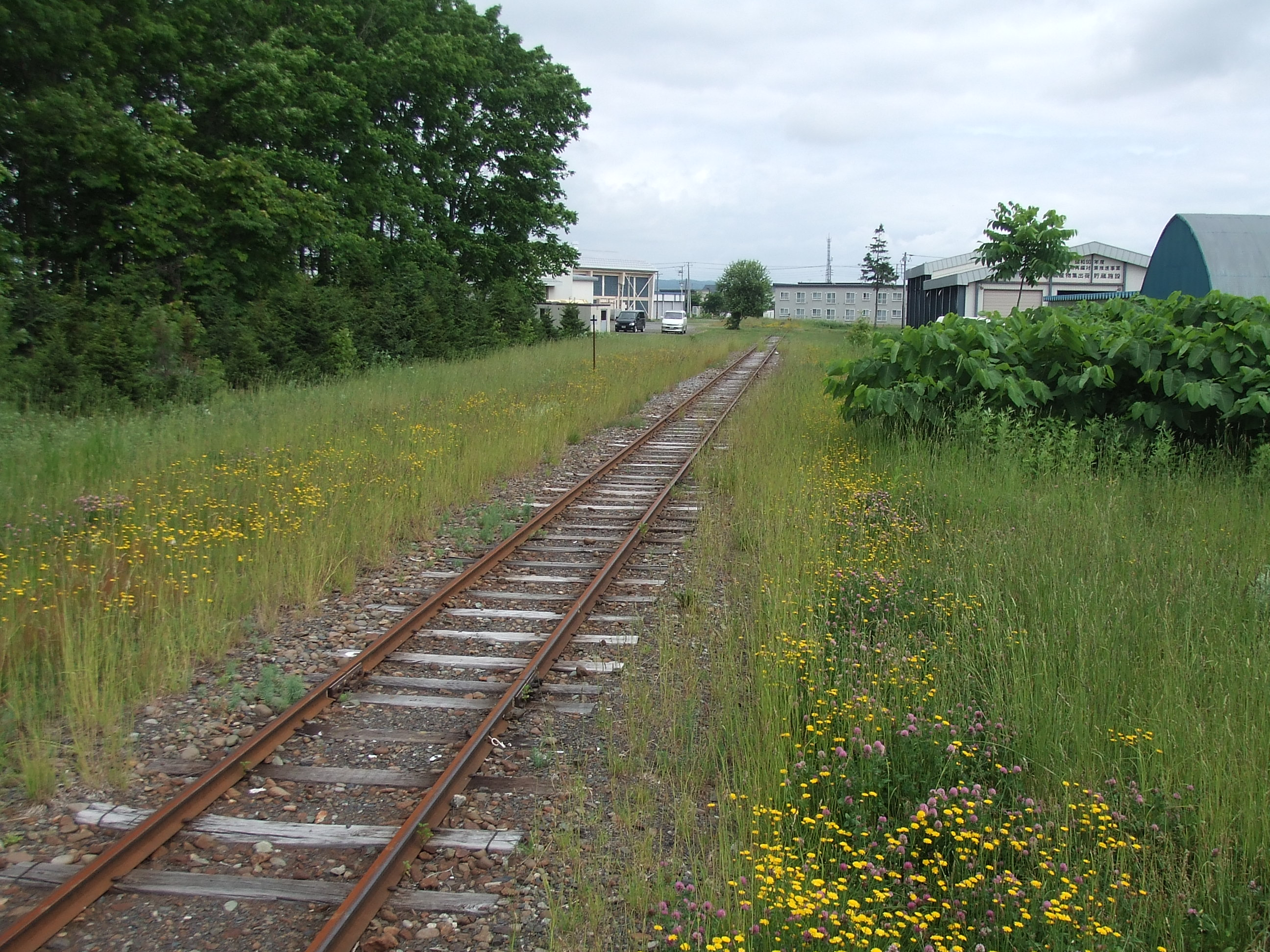
石狩沼田駅寄りの少し離れた場所にあった線路終端（2007年6月）
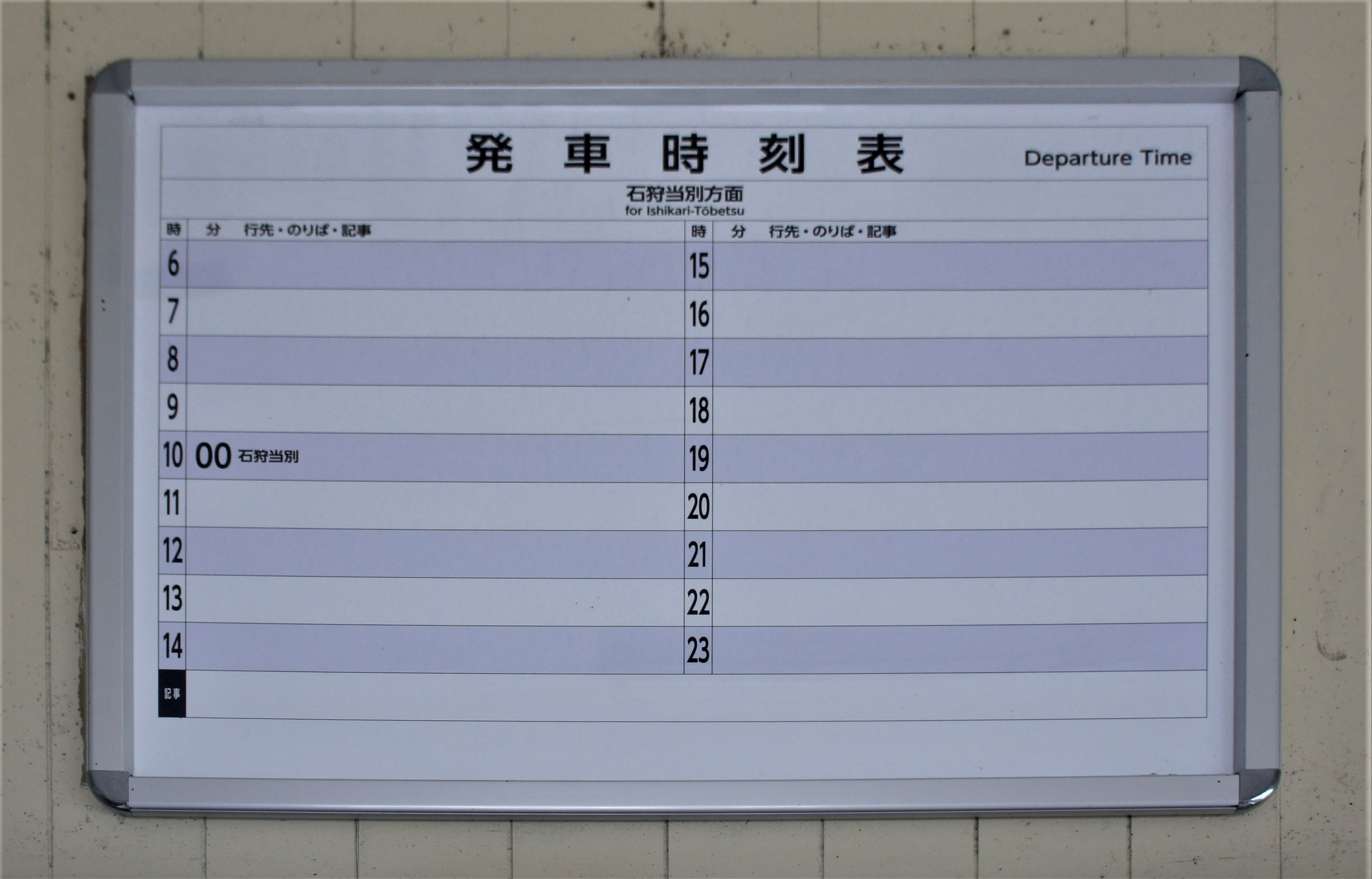
発着の列車が1日1往復であることを示す時刻表（2018年5月）

## 利用状況
乗車人員の推移は以下のとおり。年間の値のみ判明している年については、当該年度の日数で除した値を括弧書き1日平均欄に示す。なお「JR調査」については、当該の年度を最終年とする過去5年間の各調査日における平均である。
| 年度               | 乗車人員 | 乗車人員 | 乗車人員 | 出典        | 備考                        |
| 年度               | 年間     | 1日平均  | JR調査   | 出典        | 備考                        |
| ------------------ | -------- | -------- | -------- | ----------- | --------------------------- |
| 1953年（昭和28年） | 40,442   | (110.8)  |          | [ 19 ]      | 同年11月3日より営業（再開） |
| 1958年（昭和33年） | 110,612  | (303.0)  |          | [ 19 ]      |                             |
| 1962年（昭和37年） | 115,643  | (316.8)  |          | [ 19 ]      |                             |
| 2015年（平成27年） |          |          | 10名以下 | [ JR北 8 ]  |                             |
| 2016年（平成28年） |          |          | 4.2      | [ JR北 9 ]  |                             |
| 2017年（平成29年） |          |          | 8.4      | [ JR北 10 ] |                             |
| 2018年（平成30年） |          |          | 11.4     | [ JR北 11 ] |                             |
| 2019年（令和元年） |          |          | 12.2     | [ JR北 12 ] |                             |

## 隣の駅
北海道旅客鉄道（JR北海道）
札沼線（学園都市線）2020年廃止区間
下徳富駅 - *中徳富駅 -  新十津川駅
*中徳富駅は2006年廃止
日本国有鉄道（国鉄）
札沼線 1972年廃止区間
新十津川駅 - 石狩橋本駅

## 廃線後
2020年（令和2年）5月の札沼線 北海道医療大学駅 - 当駅間の廃線後、当駅跡地や線路跡地は新十津川町に無償譲渡された。
駅舎は2020年（令和2年）10月10日に閉鎖され、廃線後も業務を継続していた駅舎内の観光営業所も閉鎖となった。同日には当駅の開業89周年記念イベントが実施され、北海道医療大学駅 - 当駅間の最終列車に取り付けられる予定だったヘッドマークの寄贈などが行われた。駅舎は2021年7月に解体された。
当駅跡地は市街地の分断解消・交通アクセスの改善、子ども・高齢者・周辺住民の憩い・交流の場、市街地周遊の滞留拠点、終着駅の記憶と風景の継承、観光・文化施設のネットワーク拠点とすることを基本方針とし、線路で分断されている地域をつなぐ道路の新設、駅舎の跡地整備などを行うことになった。廃止後、駅舎内や新十津川町役場などの4か所にて、全国から280枚の見送り写真をまとめたポスターが掲示されている。
また、2021年（令和3年）5月に建て替えられた新十津川町役場では、改築計画当初庁舎南側前庭に当駅のプラットホームを再現した構造物がイメージ図に盛り込まれていたが、プラットホーム型の造形物は建設されず完成に至っている。
2023年（令和5年）10月10日、本駅の跡地を中心とした札沼線跡地1.6haの敷地に「駅跡地さくら公園」が完成、施設内に旧駅のホームや線路を保存する他、米と列車の車輪をモチーフとした五十嵐威暢作のオブジェ「テルミヌスの朝ごはん」も設置された。
- 整備された駅跡（駅舎解体部分）
- 整備されたホーム跡（石狩沼田方）
- 整備されたホーム末端（下徳富方）

## 駅周辺
新十津川町の中心地に位置するものの、駅舎はガス会社の敷地脇の奥まった場所にあった。石狩川を挟んだ対岸に位置する滝川駅までは4.3 kmほどの場所にあり、後述する路線バスでも行き来が可能。
- 北海道道625号学園新十津川停車場線
- 国道275号
- 国道451号
- 新十津川町役場
- 新十津川郵便局
- 北門信用金庫 新十津川支店
- ピンネ農業協同組合（JAピンネ）本所
- 北海道新十津川農業高等学校
- 新十津川町立新十津川小学校
- 空知中央病院
- 新十津川物産館
- 北海道中央バス「新十津川役場」停留所
  - 町役場敷地内と周辺の国道275号沿い等の4か所にのりばがあり、北海道中央バス滝川営業所の運行する各路線（新十津川町内循環、滝川駅、浦臼駅方面、高速しんとつかわ号（札幌駅前ターミナル 行）が発着する）[22]

## 駅長犬「ララ」
2017年から2018年にかけ毎週土曜・日曜に駅ホームで乗降客を出迎えた、雨竜町の団体職員の飼い犬である柴犬。元は函館保健所に保護された犬で、2017年1月に認定NPO法人「HOKKAIDOしっぽの会」による保護を経て雨竜町の団体職員が引き取った。同年4月に飼い主が駅での硬券切符販売イベントにララを連れて訪れた際に鉄道ファンがララに駅員の帽子をかぶせた写真をInstagramに投稿したところインターネット上で話題となったのをきっかけに制帽・制服姿での出迎えを始め「駅長」の愛称で親しまれるようになった。
人気の広がりを受けて2017年9月16日にはHOKKAIDOしっぽの会と北海道日本ハムファイターズの共同企画の一環として札幌ドームのグラウンドに登場し、日本テレビ（道内では札幌テレビ）「天才!志村どうぶつ園」でも駅で出迎える様子が紹介された。
2018年3月17日には、ダイヤ改正に伴い停車時間が延長されたのを記念し新十津川町役場からララと飼い主に感謝状が贈られた。
2018年7月8日をもって、高齢であることから、体調管理のために、駅長犬「ララ」としての定期的な「出勤」を終了した。それ以降はイベント時を中心に活動しており、2020年4月17日に行われた北海道医療大学駅 - 当駅間のラストランにおいては、最終列車の見送りを行った。
2020年6月6日夜、老衰のため死去した。推定14歳。死去後、同年6月8日に新十津川町観光協会が、駅舎内にララのメモリアルコーナーを設置した。

## ロケ地
- 西村京太郎トラベルミステリー（72）十津川警部のラストラン（2020年7月26日、テレビ朝日）[26]

## ギャラリー

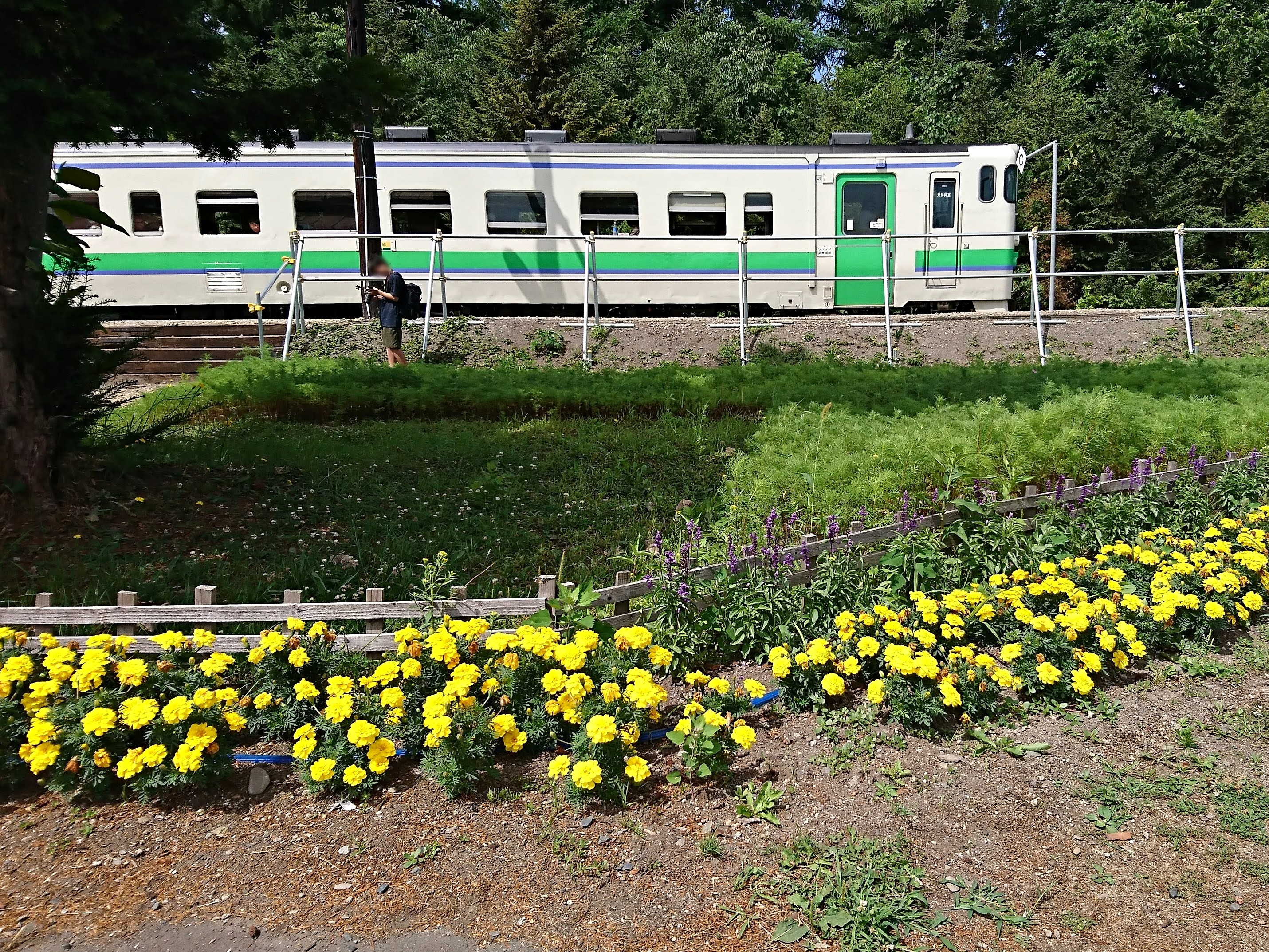
駅のホームとマリーゴールド
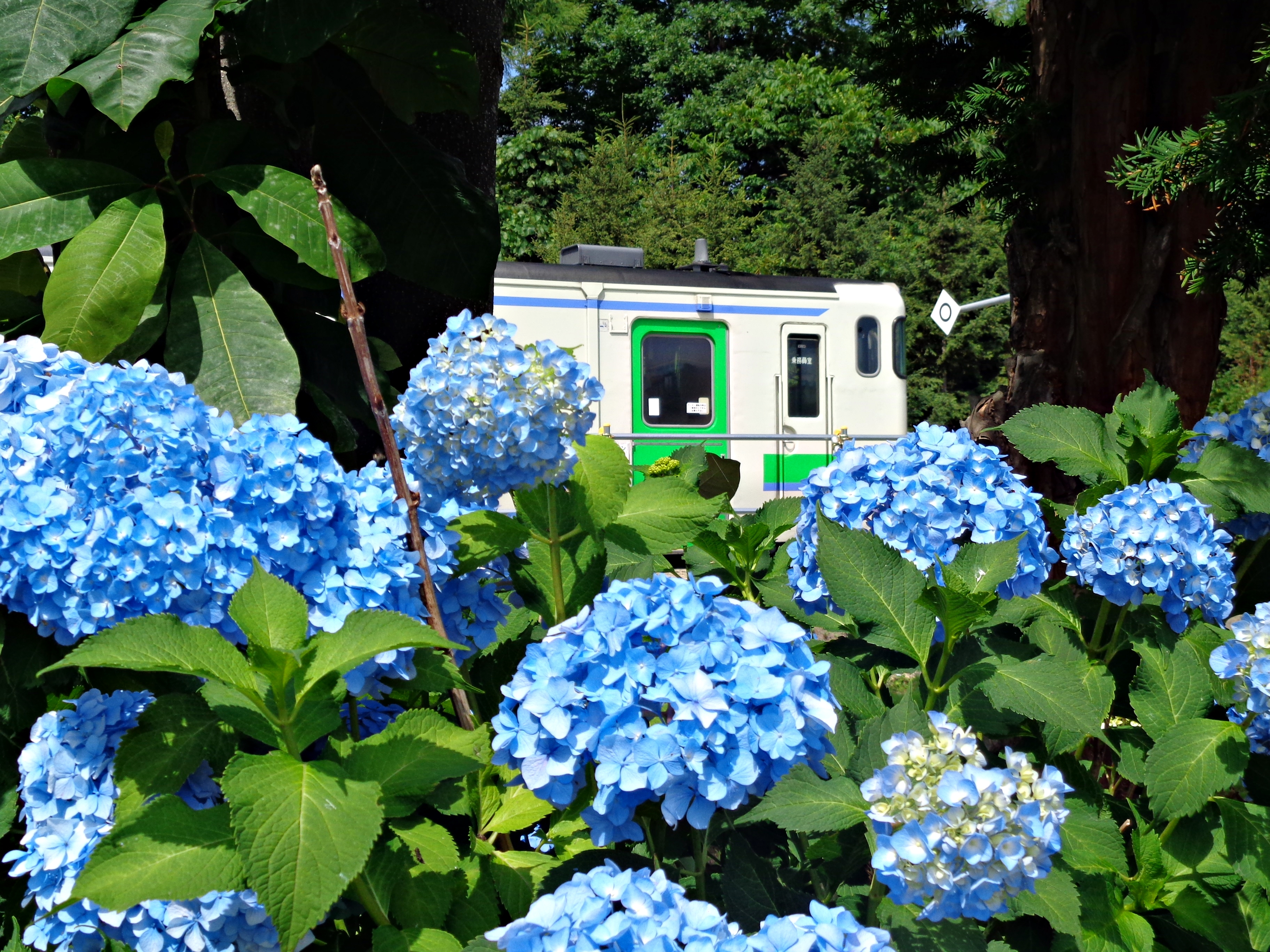
同駅の列車と紫陽花
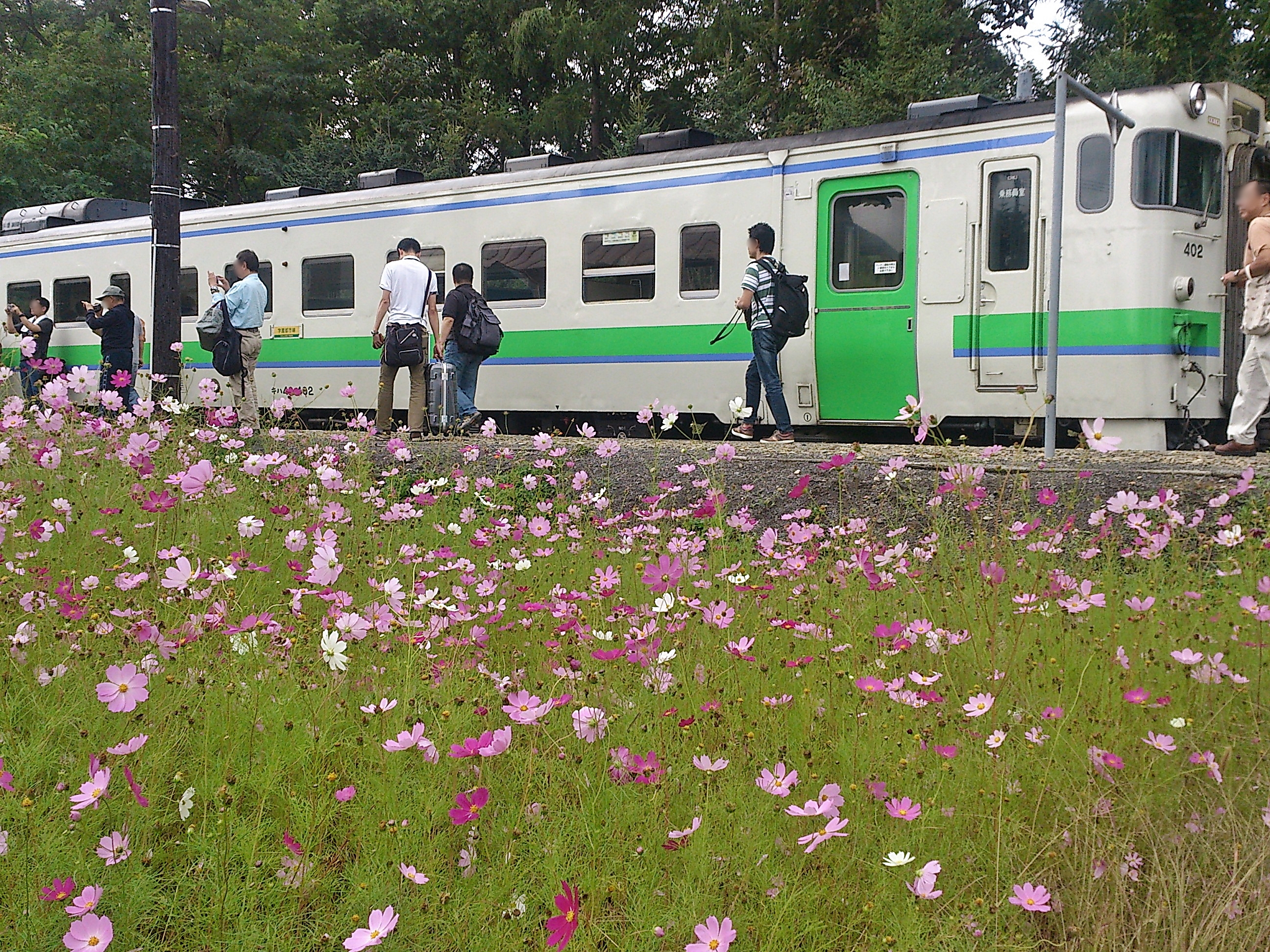
同駅ホームとコスモス